# 노키아 500

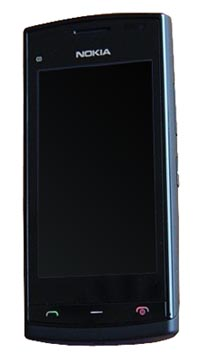

노키아 500(Nokia 500)은 보급형 심비안 벨 스마트폰이다. 2011년 8월 1일에 처음 출시되었으며 연말까지 모든 모델의 출시를 예정했다. 2012년 2월 15일 이후 노키아 스위트 및 OTA(일부 국가 변형)을 통해 노키아 벨(이전의 "심비안 벨"으로 알려짐)으로 업그레이드되었다. 노키아 500은 펌웨어 버전 010.029로 처음 출시된 이후 많은 문제를 겪었다. 11.33 업데이트 이후에는 원활하게 실행된다. 500은 OpenGL ES GPU 대신 더 간단한 OpenVG GPU를 제공하므로 3D 앱이 하드웨어 가속 없이 작동하더라도 앵그리버드와 같은 일부 2D 및 벡터 앱은 올바르게 작동한다. "노키아 벨" 업데이트(최신 소프트웨어 릴리스는 버전 111.021.0028)는 대기 시간을 줄이고 새로운 인터페이스로 성능을 향상했다.